# Ludovico Stanzani
Ludovico Stanzani (1784 – Kiev, 6 agosto 1872) è stato un architetto e numismatico italiano.

## Biografia
Ludovico Stanzani, figlio di Vincenzo, oltreche architetto era anche un collezionista di monete e di gemme.
Era sposato con la contessa polacca Michalina Dziekońska che si dilettava di pittura.
La sua professione di architetto lo porta nel 1821 a Odessa su invito del governatore di quella città, il francese Louis Alexandre Andrault de Langéron, membro della massoneria napoleonica. 

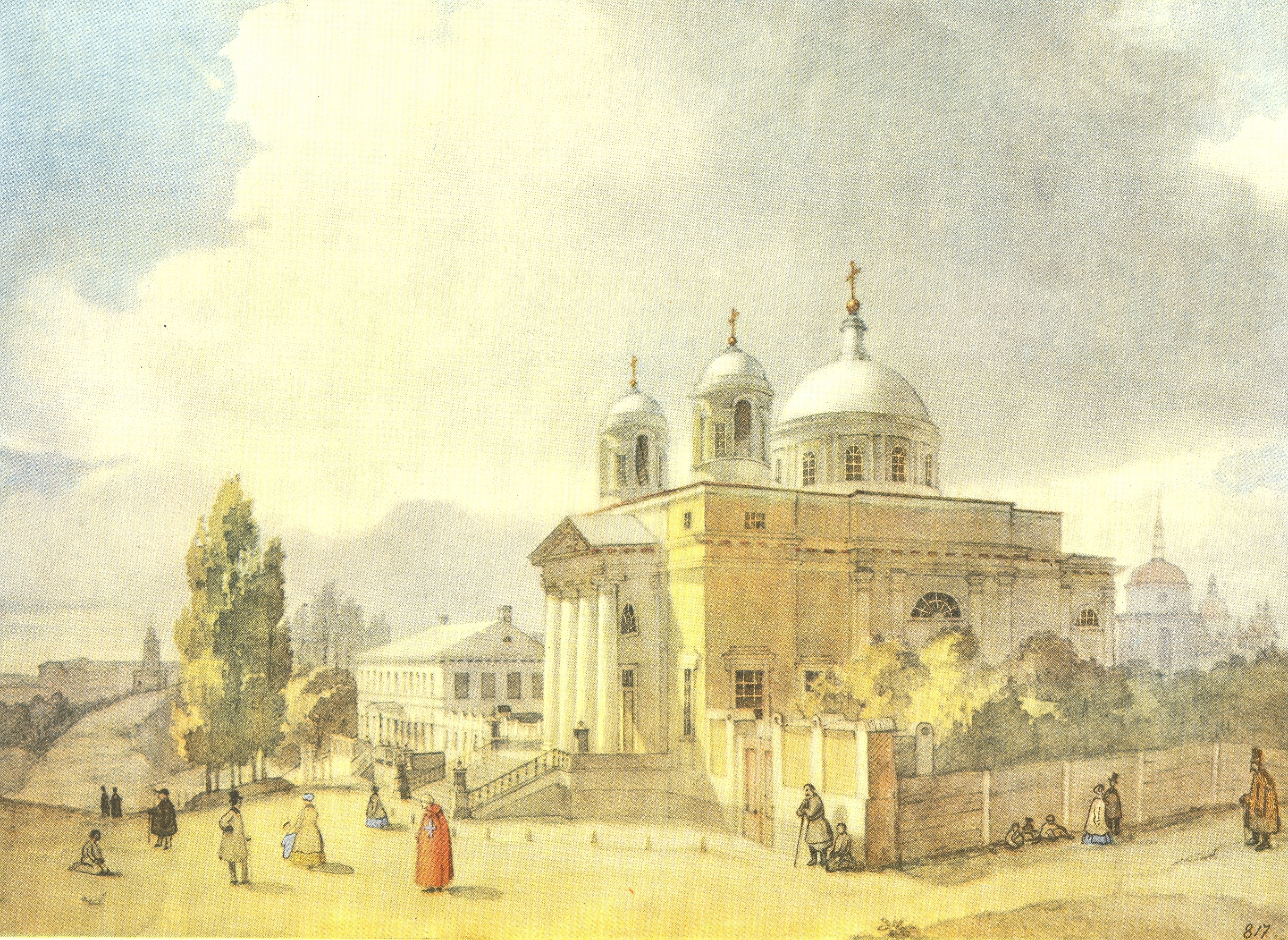
Chiesa di Sant'Alessandro di Kiev in un quadro di Taras Hryhorovyč Ševčenko anni '50 del XIX secolo

Nel 1832 fu nominato architetto nella regione di Kamianets-Podilskyi (Ucraina meridionale).
Dal 1833 al 1847 ebbe l'incarico di capo architetto di Kiev, dove realizzò diverse strutture:
- Chiesa di Sant'Alessandro, progetto iniziale
- Parte consistente del quartiere di Lypky
- Struttura della locale Università, progettata, nel 1836, assieme a Vincenzo Beretti

Nel 1857 a San Pietroburgo i coniugi Stanzani furono nominati membri corrispondenti della Congregazione dei Virtuosi al Pantheon, grazie alla conoscenza di Giuseppe De Fabris, reggente perpetuo di quella congregazione.
Lo Stanzani, rimasto vedovo e senza figli, destinò parte delle sue sostanze al mantenimento agli studi di un allievo del secondo ginnasio di Kiev e all’istituzione di pensioni per tre allievi dei corsi di architettura, scultura e pittura, presso congregazione artistica dei Virtuosi al Pantheon.
La stessa congregazione ricevette in lascito un album di modelli dell’antica architettura russa disegnato da Stanzani e fu depositaria in un primo tempo della collezione di monete e gemme da lui riunita e destinata a un non meglio identificato «Gabinetto archeologico di Roma».
Presso la Pontificia Insigne Accademia di belle arti e letteratura dei Virtuosi al Pantheon si conserva il busto in gesso di Ludovico Stanzani, opera dello scultore Guido Galli.

## la collezione di monete
Frutto della passione numismatica di Ludovico Stanzani fu la sua importante collezione di monete costituita da 9251 medaglie e monete antiche, medievali e moderne (romane, bizantine, arabe, polacche, tedesche e russe) e da una raccolta di 681 pietre (ametiste e crisoliti).
Nel 1877 entrò ufficialmente a far parte del Medagliere capitolino costituitosi nel 1872.
La presenza notevole di monete arabe di argento e di bronzo la collocava al secondo posto tra le collezioni private europee di monete arabe dell’epoca.